# Naxa bremeraria
Naxa bremeraria är en fjärilsart som beskrevs av Otto Staudinger 1871. Naxa bremeraria ingår i släktet Naxa och familjen mätare. Inga underarter finns listade i Catalogue of Life.